# Riponnensia
Riponnensia is een vliegengeslacht uit de familie van de zweefvliegen (Syrphidae).

## Soorten
- R. daccordii (Claussen, 1991)
- R. insignis (Loew, 1843)
- R. longicornis (Loew, 1843)
- R. morini Vujic, 1999
- R. splendens

Grote Limburgse Glimmer (Meigen, 1822)